# Andryala glandulosa
Espèce
Andryala glandulosa est une espèce de plantes à fleurs de la famille des Astéracées, endémique à la Macaronésie

## Synonymes
- Andryala robusta subsp. cheiranthifolia (L'Hér.) Greuter.
- Andryala candidissima Desf.
- Andryala cheiranthifolia L'Hér.
- Andryala denudata Sol. ex Lowe
- Andryala tomentosa Scop.
- Andryala varia Lowe ex DC.

## Sous-espèces
Andryala glandulosa compte trois sous-espècesː
- Andryala glandulosa subsp. cheiranthifolia  des îles Canaries
- Andryala glandulosa subsp. glandulosa de Madère, près du littoral.
- Andryala glandulosa subsp. varia de Madère, en altitude.

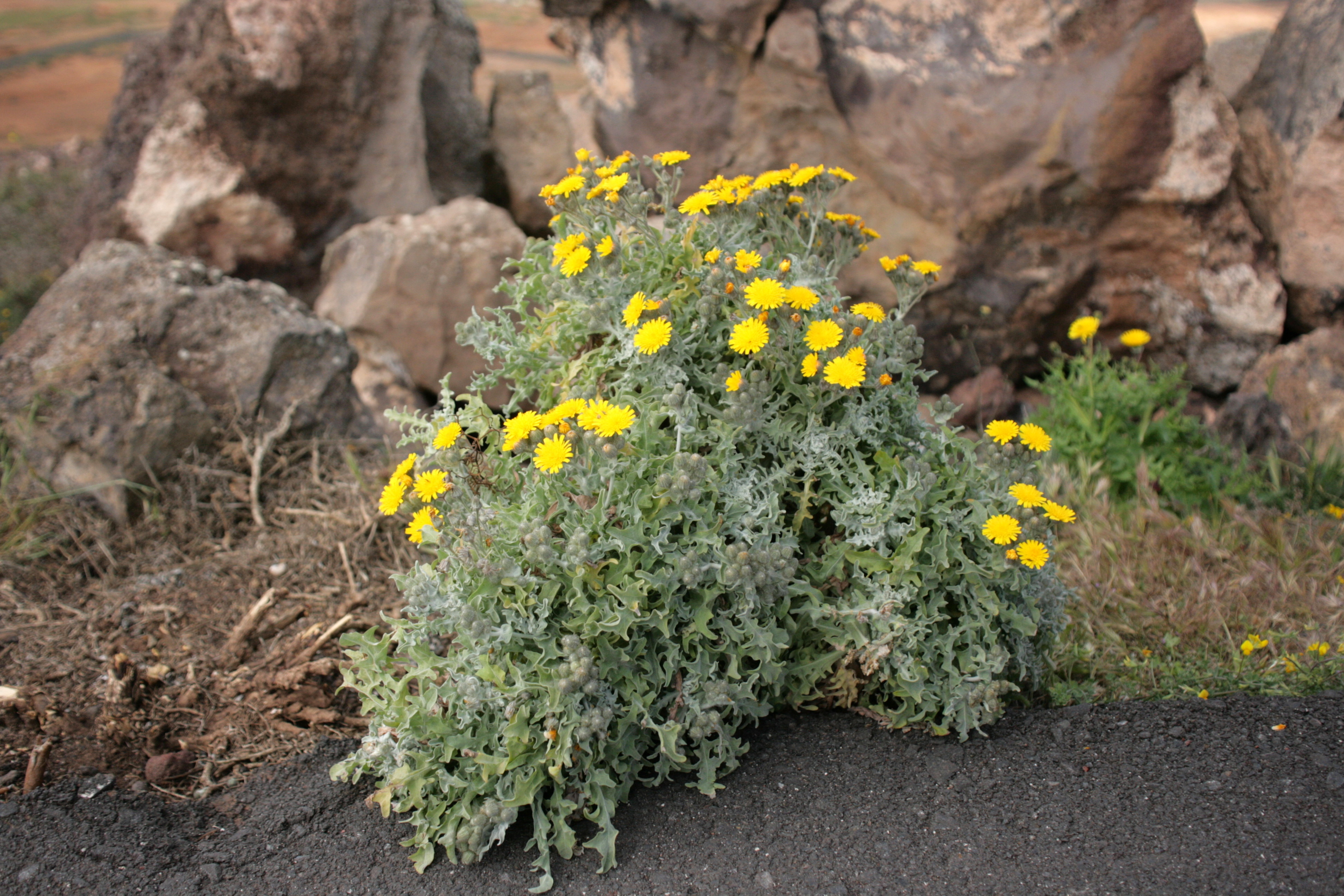
Andryala glandulosa ssp. cheiranthifolia, à Lanzarote.
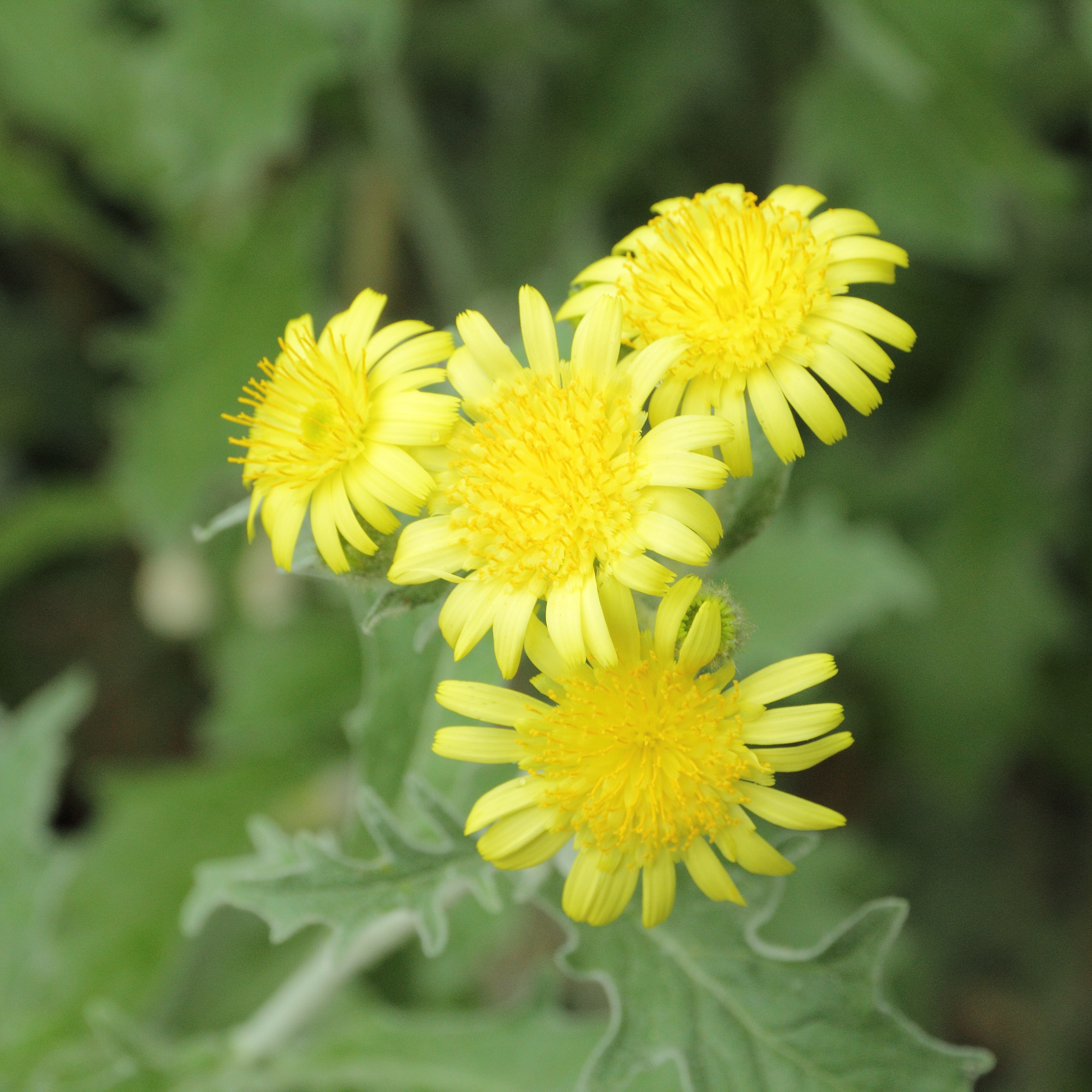
Andryala glandulosa ssp. cheiranthifolia.
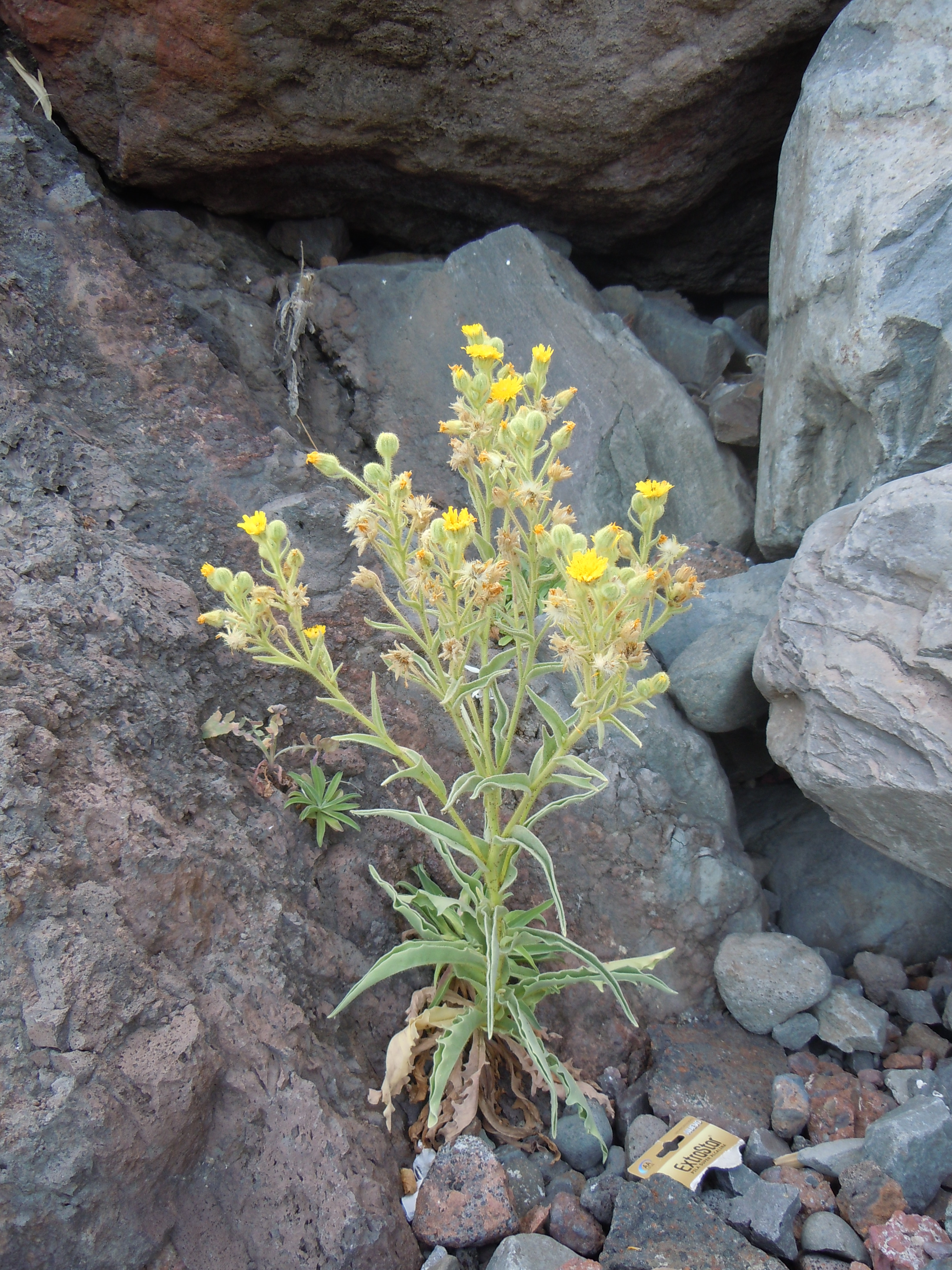
Andryala glandulosa subsp. glandulosa, à Madère.
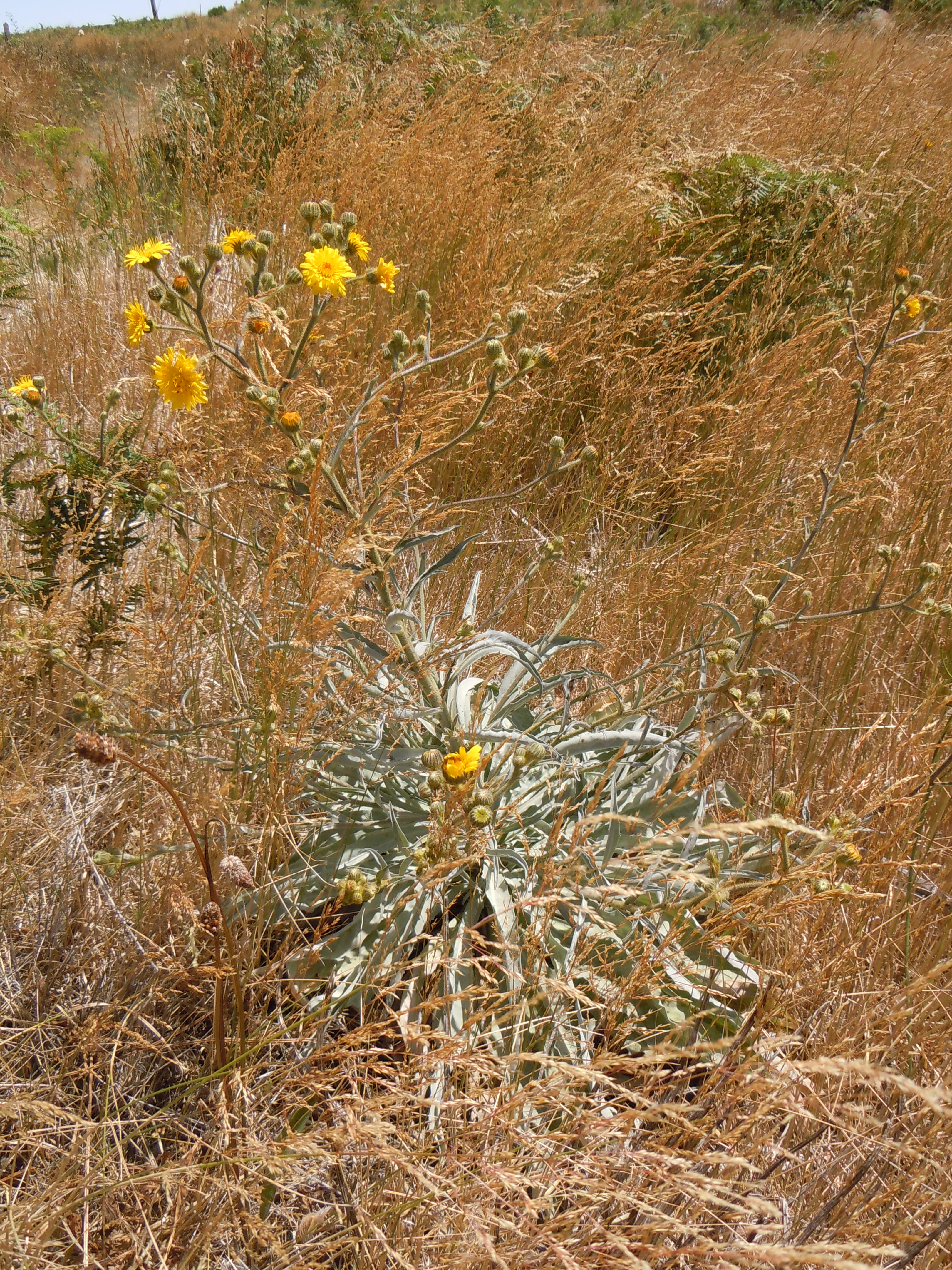
Andryala glandulosa ssp varia, à Madère.

## Description
C'est une plante herbacée haute de 50 cm à 1 m.